# Reichstagswahl 1887
- SAP: 11
- Unabh. Lib.: 3
- DFP: 32
- NLP: 97
- DHP: 4
- Minderheiten: 29
- Z: 98
- DRP: 42
- DKP: 80
- Antisemiten: 1

Die Ergebnisse der Reichstagswahl nach Wahlkreisen. Die Nummerierung der Wahlkreise entspricht der der Tabelle.

Die Reichstagswahl 1887 war die Wahl zum 7. Deutschen Reichstag. Sie fand am 21. Februar 1887 statt.
Die Wahlbeteiligung lag bei knapp über 77 % und damit deutlich über der aller vorigen Reichstagswahlen. Erst bei der Reichstagswahl 1907 wurde eine noch höhere Wahlbeteiligung erreicht.
Die Wahl fand statt, nachdem Bundesrat und Kaiser den Reichstag am 14. Januar 1887 aufgelöst hatten. Grund war die Ablehnung der Heeresvorlage der Regierung Otto von Bismarcks im Reichstag. Mit dieser sollte das alte Heeresgesetz von 1881, das im kommenden Jahr ausgelaufen wäre, ersetzt werden. Dabei sollte das Heer in Friedenszeiten um rund 10 % auf 468.000 Mann aufgestockt werden. Diese Regelung, die mit außenpolitischen Spannungen (Boulangismus in Frankreich) begründet wurde, sollte wieder für sieben Jahre (Septennat) gültig bleiben. Nicht der Inhalt, aber diese lange Gültigkeitsdauer stieß auf Widerstand. Kompromissvorschläge des Zentrums schlug Bismarck aus, er erhoffte sich von der Neuwahl eine stabile konservativ-nationalliberale Mehrheit. Dazu mag auch seine Sorge beigetragen haben, dass sein Einfluss unter dem möglicherweise liberaleren Thronfolger Friedrich Wilhelm – Kaiser Wilhelm I. war 90 Jahre alt – bei einer liberalen Reichstagsmehrheit schwinden würde.
Noch am Tag der Auflösung schlossen die Deutschkonservative Partei, die Deutsche Reichspartei und die Nationalliberale Partei ein Wahlbündnis zur gegenseitigen Unterstützung aussichtsreicher Kandidaten. Alle drei sogenannten Kartellparteien unterstützten Bismarcks Position. Dieser machte den Streit um die Heeresvorlage im Wahlkampf zur Grundsatzfrage, ob das deutsche Heer ein „Parlamentsheer“ oder ein „kaiserliches Heer“ sein sollte. Die Bevölkerung folgte offenbar Bismarck: die Kartellparteien errangen einen überragenden Sieg, Linksliberale und Sozialdemokraten wurden geschwächt. Am 11. März 1887 stimmte der neue „Kartellreichstag“ dem Septennat zu.
Zum ersten Mal zog mit Otto Böckel ein Abgeordneter in den Reichstag ein, der sich selbst primär als Antisemit bezeichnete.

## Ergebnisse
| Politische Richtung            | Politische Richtung            | Parteien                          | Parteien | Wählerstimmen | Wählerstimmen | Wählerstimmen | Sitze im Reichstag | Sitze im Reichstag | Sitze im Reichstag |
| ------------------------------ | ------------------------------ | --------------------------------- | -------- | ------------- | ------------- | ------------- | ------------------ | ------------------ | ------------------ |
| Politische Richtung            | Politische Richtung            | Parteien                          | Parteien | in Mio.       | Anteil        | ggüb. 1884    | absolut            | Anteil             | ggüb. 1884         |
| Konservative                   | Konservative                   | Deutschkonservative Partei (DKP)  |          | 1,147         | 15,2 %        | ±0,0 %        | 80                 | 20,2 %             | +2 ▲               |
| Konservative                   | Konservative                   | Deutsche Reichspartei (DRP)       |          | 0,736         | 9,8 %         | +2,9 %        | 42                 | 10,6 %             | +14 ▲              |
| Liberale                       | Rechts-                        | Nationalliberale Partei (NLP)     |          | 1,678         | 22,2 %        | +4,6 %        | 97                 | 24,4 %             | +46 ▲              |
| Liberale                       |                                | Unabhängige Liberale              |          | n/a           | n/a           | n/a           | 3                  | 0,8 %              | +3 ▲               |
| Liberale                       | Links-                         | Deutsche Freisinnige Partei (DFP) |          | 0.973         | 12,9 %        | −4,7 %        | 32                 | 8,1 %              | −35 ▼              |
| Liberale                       | Links-                         | Deutsche Volkspartei (DtVP)       |          | 0,089         | 1,2 %         | −0,5 %        | -                  | -                  | −7 ▼               |
| Katholiken                     | Katholiken                     | Zentrumspartei                    |          | 1,516         | 20,1 %        | −2,5 %        | 98                 | 24,7 %             | −1 ▼               |
| Sozialisten                    | Sozialisten                    | Sozialdemokraten (SAP)            |          | 0,763         | 10,1 %        | +0,4 %        | 11                 | 2,8 %              | −13 ▼              |
| Regionalparteien, Minderheiten | Regionalparteien, Minderheiten | Deutsch-Hannoversche Partei (DHP) |          | 0,113         | 1,5 %         | −0,2 %        | 4                  | 1,0 %              | −7 ▼               |
| Regionalparteien, Minderheiten | Regionalparteien, Minderheiten | Polen                             |          | 0,220         | 2,9 %         | −0,7 %        | 13                 | 3,3 %              | −3 ▼               |
| Regionalparteien, Minderheiten | Regionalparteien, Minderheiten | Dänen                             |          | 0,012         | 0,2 %         | −0,1 %        | 1                  | 0,3 %              | ±0 ▬               |
| Regionalparteien, Minderheiten | Regionalparteien, Minderheiten | Elsaß-Lothringer                  |          | 0,234         | 3,1 %         | +0,2 %        | 15                 | 3,8 %              | ±0 ▬               |
|                                |                                | Antisemiten                       |          | 0,012         | 0,2 %         | +0,2 %        | 1                  | 0,3 %              | +1 ▲               |
|                                |                                | Sonstige                          |          | 0,048         | 0,6 %         | +0,4 %        | -                  | -                  | ±0 ▬               |
| Gesamt                         | Gesamt                         | Gesamt                            | Gesamt   | 7,541         | 100 %         |               | 397                | 100 %              |                    |

## Gewählte Abgeordnete nach Wahlkreisen
In jedem der insgesamt 397 Wahlkreise wurde nach absolutem Mehrheitswahlrecht ein Abgeordneter gewählt. Wenn kein Kandidat im ersten Wahlgang die absolute Mehrheit erreichte, wurde eine Stichwahl zwischen den beiden bestplatzierten Kandidaten durchgeführt. In den folgenden Tabellen werden die Wahlkreissieger und ihre im amtlichen Endergebnis genannte Parteistellung angegeben. In einigen Fällen ist der Name des Wahlkreissiegers nicht oder nur zum Teil überliefert.

### Preußen
| Königreich Preußen                                    | Königreich Preußen                                                                  | Königreich Preußen                               | Königreich Preußen                               | Königreich Preußen                               |
| Provinz Ostpreußen – Regierungsbezirk Königsberg      | Provinz Ostpreußen – Regierungsbezirk Königsberg                                    | Provinz Ostpreußen – Regierungsbezirk Königsberg | Provinz Ostpreußen – Regierungsbezirk Königsberg | Provinz Ostpreußen – Regierungsbezirk Königsberg |
| ----------------------------------------------------- | ----------------------------------------------------------------------------------- | ------------------------------------------------ | ------------------------------------------------ | ------------------------------------------------ |
| 1                                                     | Memel, Heydekrug                                                                    | Helmuth Karl Bernhard von Moltke                 | DKP                                              |                                                  |
| 2                                                     | Labiau, Wehlau                                                                      | Werner von Gustedt-Lablacken                     | DKP                                              |                                                  |
| 3                                                     | Königsberg-Stadt                                                                    | Hermann Theodor Hoffmann                         | NLP                                              |                                                  |
| 4                                                     | Fischhausen, Königsberg-Land                                                        | August von Dönhoff                               | DKP                                              |                                                  |
| 5                                                     | Heiligenbeil, Preußisch-Eylau                                                       | Alfred von Tettau                                | DKP                                              |                                                  |
| 6                                                     | Braunsberg, Heilsberg                                                               | Peter Spahn                                      | Zentrum                                          |                                                  |
| 7                                                     | Preußisch-Holland, Mohrungen                                                        | Rudolph Wichmann                                 | DKP                                              |                                                  |
| 8                                                     | Osterode i. Opr., Neidenburg                                                        | Heinrich Stephanus                               | DKP                                              |                                                  |
| 9                                                     | Allenstein, Rößel                                                                   | Rudolph Borowski                                 | Zentrum                                          |                                                  |
| 10                                                    | Rastenburg, Friedland, Gerdauen                                                     | Udo zu Stolberg-Wernigerode                      | DKP                                              |                                                  |
| Provinz Ostpreußen – Regierungsbezirk Gumbinnen       |                                                                                     |                                                  |                                                  |                                                  |
| 1                                                     | Tilsit, Niederung                                                                   | Albrecht von Schlieckmann                        | DKP                                              |                                                  |
| 2                                                     | Ragnit, Pillkallen                                                                  | Albert von Sperber                               | DKP                                              |                                                  |
| 3                                                     | Gumbinnen, Insterburg                                                               | Otto Saro                                        | DKP                                              |                                                  |
| 4                                                     | Stallupönen, Goldap, Darkehmen                                                      | Max Bergmann                                     | DKP                                              |                                                  |
| 5                                                     | Angerburg, Lötzen                                                                   | Ludwig von Staudy                                | DKP                                              |                                                  |
| 6                                                     | Oletzko, Lyck, Johannisburg                                                         | Eduard Maubach                                   | DKP                                              |                                                  |
| 7                                                     | Sensburg, Ortelsburg                                                                | Julius von Mirbach                               | DKP                                              |                                                  |
| Provinz Westpreußen – Regierungsbezirk Danzig         |                                                                                     |                                                  |                                                  |                                                  |
| 1                                                     | Marienburg, Elbing                                                                  | Bernhard von Puttkamer                           | DKP                                              |                                                  |
| 2                                                     | Danzig Land                                                                         | Archibald von Gramatzki                          | DKP                                              |                                                  |
| 3                                                     | Danzig Stadt                                                                        | Karl Schrader                                    | DFP                                              |                                                  |
| 4                                                     | Neustadt (Westpr.), Putzig, Karthaus                                                | Anton von Kalkstein                              | Pole                                             |                                                  |
| 5                                                     | Berent, Preußisch Stargard, Dirschau                                                | Michael von Kalkstein                            | Pole                                             |                                                  |
| Provinz Westpreußen – Regierungsbezirk Marienwerder   |                                                                                     |                                                  |                                                  |                                                  |
| 1                                                     | Marienwerder, Stuhm                                                                 | Waldemar Mueller                                 | DRP                                              |                                                  |
| 2                                                     | Rosenberg (Westpr.), Löbau                                                          | Rodrigo zu Dohna-Finckenstein                    | DKP                                              |                                                  |
| 3                                                     | Graudenz, Strasburg (Westpr.)                                                       | Arthur Hobrecht                                  | NLP                                              |                                                  |
| 4                                                     | Thorn, Kulm, Briesen                                                                | August Dommes                                    | NLP                                              |                                                  |
| 5                                                     | Schwetz                                                                             | Otto Holtz                                       | DRP                                              |                                                  |
| 6                                                     | Konitz, Tuchel                                                                      | Adam von Janta Polczynski                        | Pole                                             |                                                  |
| 7                                                     | Schlochau, Flatow                                                                   | Wilhelm Scheffer                                 | DKP                                              |                                                  |
| 8                                                     | Deutsch-Krone                                                                       | Karl von Gamp-Massaunen                          | DRP                                              |                                                  |
| Berlin                                                |                                                                                     |                                                  |                                                  |                                                  |
| 1                                                     | Alt-Berlin, Cölln, Friedrichswerder, Dorotheenstadt, Friedrichstadt-Nord            | Moritz Klotz                                     | DFP                                              |                                                  |
| 2                                                     | Schöneberger Vorstadt, Friedrichsvorstadt, Tempelhofer Vorstadt, Friedrichstadt-Süd | Rudolf Virchow                                   | DFP                                              |                                                  |
| 3                                                     | Luisenstadt diesseits des Kanals, Neu-Cölln                                         | August Munckel                                   | DFP                                              |                                                  |
| 4                                                     | Luisenstadt jenseits des Kanals, Stralauer Vorstadt, Königsstadt-Ost                | Paul Singer                                      | SAP                                              |                                                  |
| 5                                                     | Spandauer Vorstadt, Friedrich-Wilhelm-Stadt, Königsstadt-West                       | Karl Baumbach                                    | DFP                                              |                                                  |
| 6                                                     | Wedding, Gesundbrunnen, Moabit, Oranienburger Vorstadt, Rosenthaler Vorstadt        | Wilhelm Hasenclever                              | SAP                                              |                                                  |
| Provinz Brandenburg – Regierungsbezirk Potsdam        |                                                                                     |                                                  |                                                  |                                                  |
| 1                                                     | Westprignitz                                                                        | Siegfried von Saldern                            | DKP                                              |                                                  |
| 2                                                     | Ostprignitz                                                                         | Hermann von Graevenitz                           | DRP                                              |                                                  |
| 3                                                     | Ruppin, Templin                                                                     | Hugo von Saldern-Ahlimb-Ringenwalde              | DKP                                              |                                                  |
| 4                                                     | Prenzlau, Angermünde                                                                | Friedrich von Wedell-Malchow                     | DKP                                              |                                                  |
| 5                                                     | Oberbarnim                                                                          | Ernst von Eckardstein-Prötzel                    | DRP                                              |                                                  |
| 6                                                     | Niederbarnim, Lichtenberg                                                           | Arnold Lohren                                    | DRP                                              |                                                  |
| 7                                                     | Potsdam, Osthavelland, Spandau                                                      | Wilhelm von Rauchhaupt                           | DKP                                              |                                                  |
| 8                                                     | Brandenburg an der Havel, Westhavelland                                             | Heinrich Rickert                                 | DFP                                              |                                                  |
| 9                                                     | Zauch-Belzig, Jüterbog-Luckenwalde                                                  | Hermann Kropatscheck                             | DKP                                              |                                                  |
| 10                                                    | Teltow, Beeskow-Storkow                                                             | Nicolaus von Handjery                            | DKP                                              |                                                  |
| Provinz Brandenburg – Regierungsbezirk Frankfurt      |                                                                                     |                                                  |                                                  |                                                  |
| 1                                                     | Arnswalde, Friedeberg                                                               | Paul von Brand                                   | DKP                                              |                                                  |
| 2                                                     | Landsberg (Warthe), Soldin                                                          | George Dietz von Bayer                           | DKP                                              |                                                  |
| 3                                                     | Königsberg (Neumark)                                                                | Albert von Levetzow                              | DKP                                              |                                                  |
| 4                                                     | Frankfurt (Oder), Lebus                                                             | Paul von Steinau-Steinrück                       | DKP                                              |                                                  |
| 5                                                     | Oststernberg, Weststernberg                                                         | Karl von Waldow und Reitzenstein                 | DKP                                              |                                                  |
| 6                                                     | Züllichau-Schwiebus, Crossen                                                        | Otto Uhden                                       | DKP                                              |                                                  |
| 7                                                     | Guben, Lübben                                                                       | Heinrich zu Schoenaich-Carolath                  | DRP                                              |                                                  |
| 8                                                     | Sorau, Forst                                                                        | Gustav Brauer                                    | DRP                                              |                                                  |
| 9                                                     | Cottbus, Spremberg                                                                  | Danko von Funcke                                 | DKP                                              |                                                  |
| 10                                                    | Calau, Luckau                                                                       | Otto von Manteuffel                              | DKP                                              |                                                  |
| Provinz Pommern – Regierungsbezirk Stettin            |                                                                                     |                                                  |                                                  |                                                  |
| 1                                                     | Demmin, Anklam                                                                      | Helmuth von Maltzahn                             | DKP                                              |                                                  |
| 2                                                     | Ueckermünde, Usedom-Wollin                                                          | Oswald von Rittberg                              | DKP                                              |                                                  |
| 3                                                     | Randow, Greifenhagen                                                                | Alexander von der Osten                          | DKP                                              |                                                  |
| 4                                                     | Stettin                                                                             | Max Broemel                                      | DFP                                              |                                                  |
| 5                                                     | Pyritz, Saatzig                                                                     | Hermann von Schöning                             | DKP                                              |                                                  |
| 6                                                     | Naugard, Regenwalde                                                                 | Wilhelm von Flügge                               | DKP                                              |                                                  |
| 7                                                     | Greifenberg, Kammin                                                                 | Ernst Matthias von Köller                        | DKP                                              |                                                  |
| Provinz Pommern – Regierungsbezirk Köslin             |                                                                                     |                                                  |                                                  |                                                  |
| 1                                                     | Stolp, Lauenburg in Pommern                                                         | Wilhelm Joachim von Hammerstein                  | DKP                                              |                                                  |
| 2                                                     | Bütow, Rummelsburg, Schlawe                                                         | Adolf von Massow                                 | DKP                                              |                                                  |
| 3                                                     | Köslin, Kolberg-Körlin, Bublitz                                                     | Robert Hildebrand                                | unbestimmt liberal                               |                                                  |
| 4                                                     | Belgard, Schivelbein, Dramburg                                                      | Conrad von Kleist                                | DKP                                              |                                                  |
| 5                                                     | Neustettin                                                                          | Hermann von Busse                                | DKP                                              |                                                  |
| Provinz Pommern – Regierungsbezirk Stralsund          |                                                                                     |                                                  |                                                  |                                                  |
| 1                                                     | Rügen, Stralsund, Franzburg                                                         | Hans Delbrück                                    | DRP                                              |                                                  |
| 2                                                     | Greifswald, Grimmen                                                                 | Graf Carl von Behr                               | DRP                                              |                                                  |
| Provinz Posen – Regierungsbezirk Posen                |                                                                                     |                                                  |                                                  |                                                  |
| 1                                                     | Posen                                                                               | Stephan Cegielski                                | Pole                                             |                                                  |
| 2                                                     | Samter, Birnbaum, Obornik, Schwerin (Warthe)                                        | Hektor von Kwilecki                              | Pole                                             |                                                  |
| 3                                                     | Meseritz, Bomst                                                                     | Hans Wilhelm von Unruhe-Bomst                    | DRP                                              |                                                  |
| 4                                                     | Buk, Schmiegel, Kosten                                                              | Ludwig von Mycielski                             | Pole                                             |                                                  |
| 5                                                     | Kröben                                                                              | Adam Fürst Czartoryski                           | Pole                                             |                                                  |
| 6                                                     | Fraustadt, Lissa                                                                    | Paul von Rheinbaben                              | DRP                                              |                                                  |
| 7                                                     | Schrimm, Schroda                                                                    | Ludwig Edler von Graeve                          | Pole                                             |                                                  |
| 8                                                     | Wreschen, Pleschen, Jarotschin                                                      | Theophil Magdzinski                              | Pole                                             |                                                  |
| 9                                                     | Krotoschin, Koschmin                                                                | Roman von Komierowski                            | Pole                                             |                                                  |
| 10                                                    | Adelnau, Schildberg, Ostrowo, Kempen in Posen                                       | Ferdinand von Radziwill                          | Pole                                             |                                                  |
| Provinz Posen – Regierungsbezirk Bromberg             |                                                                                     |                                                  |                                                  |                                                  |
| 1                                                     | Czarnikau, Filehne, Kolmar in Posen                                                 | Axel von Colmar                                  | DKP                                              |                                                  |
| 2                                                     | Wirsitz, Schubin, Znin                                                              | August Falckenberg                               | NLP                                              |                                                  |
| 3                                                     | Bromberg                                                                            | Oscar Hahn                                       | DKP                                              |                                                  |
| 4                                                     | Inowrazlaw, Mogilno, Strelno                                                        | Joseph von Kosciol-Koscielski                    | Pole                                             |                                                  |
| 5                                                     | Gnesen, Wongrowitz, Witkowo                                                         | Julian von Chelmicki                             | Pole                                             |                                                  |
| Provinz Schlesien – Regierungsbezirk Breslau          |                                                                                     |                                                  |                                                  |                                                  |
| 1                                                     | Guhrau, Steinau, Wohlau                                                             | Guido von Kessel                                 | DKP                                              |                                                  |
| 2                                                     | Militsch, Trebnitz                                                                  | Hermann von Hatzfeldt                            | DRP                                              |                                                  |
| 3                                                     | Groß Wartenberg, Oels                                                               | Wilhelm von Kardorff                             | DRP                                              |                                                  |
| 4                                                     | Namslau, Brieg                                                                      | Wilhelm von Heydebrand und der Lasa              | DKP                                              |                                                  |
| 5                                                     | Ohlau, Strehlen, Nimptsch                                                           | Silvius von Goldfus                              | DRP                                              |                                                  |
| 6                                                     | Breslau-Ost                                                                         | Otto Theodor von Seydewitz                       | DKP                                              |                                                  |
| 7                                                     | Breslau-West                                                                        | Julius Kräcker                                   | SAP                                              |                                                  |
| 8                                                     | Neumarkt, Breslau-Land                                                              | Victor I. Herzog von Ratibor                     | DRP                                              |                                                  |
| 9                                                     | Striegau, Schweidnitz                                                               | Paul von Kulmiz                                  | DRP                                              |                                                  |
| 10                                                    | Waldenburg                                                                          | Egmont Websky                                    | NLP                                              |                                                  |
| 11                                                    | Reichenbach, Neurode                                                                | Felix Porsch                                     | Zentrum                                          |                                                  |
| 12                                                    | Glatz, Habelschwerdt                                                                | Karl von Huene                                   | Zentrum                                          |                                                  |
| 13                                                    | Frankenstein, Münsterberg                                                           | Johann von Harbuval-Chamaré-Stolz                | Zentrum                                          |                                                  |
| Provinz Schlesien – Regierungsbezirk Oppeln           |                                                                                     |                                                  |                                                  |                                                  |
| 1                                                     | Kreuzburg, Rosenberg O.S.                                                           | Christian Kraft zu Hohenlohe-Öhringen            | DKP                                              |                                                  |
| 2                                                     | Oppeln                                                                              | Franz von Ballestrem                             | Zentrum                                          |                                                  |
| 3                                                     | Groß Strehlitz, Kosel                                                               | Adolph Franz                                     | Zentrum                                          |                                                  |
| 4                                                     | Lublinitz, Tost-Gleiwitz                                                            | Carl Metzner                                     | Zentrum                                          |                                                  |
| 5                                                     | Beuthen, Tarnowitz                                                                  | Julius Szmula                                    | Zentrum                                          |                                                  |
| 6                                                     | Kattowitz, Zabrze                                                                   | Paul Letocha                                     | Zentrum                                          |                                                  |
| 7                                                     | Pleß, Rybnik                                                                        | Eduard Müller                                    | Zentrum                                          |                                                  |
| 8                                                     | Ratibor                                                                             | Anton von Dejanicz-Gliszczynski                  | Zentrum                                          |                                                  |
| 9                                                     | Leobschütz                                                                          | Florian Klose                                    | Zentrum                                          |                                                  |
| 10                                                    | Neustadt O.S.                                                                       | Friedrich zu Stolberg-Stolberg                   | Zentrum                                          |                                                  |
| 11                                                    | Falkenberg O.S., Grottkau                                                           | Friedrich von Praschma                           | Zentrum                                          |                                                  |
| 12                                                    | Neisse                                                                              | Albert Horn                                      | Zentrum                                          |                                                  |
| Provinz Schlesien – Regierungsbezirk Liegnitz         |                                                                                     |                                                  |                                                  |                                                  |
| 1                                                     | Grünberg, Freystadt                                                                 | Karl zu Carolath-Beuthen                         | DRP                                              |                                                  |
| 2                                                     | Sagan, Sprottau                                                                     | Bernhard Schmidt                                 | DRP                                              |                                                  |
| 3                                                     | Glogau                                                                              | August Maager                                    | DFP                                              |                                                  |
| 4                                                     | Lüben, Bunzlau                                                                      | Philipp Schmieder                                | DFP                                              |                                                  |
| 5                                                     | Löwenberg                                                                           | Rudolph Born                                     | NLP                                              |                                                  |
| 6                                                     | Liegnitz, Goldberg-Haynau                                                           | Johannes Friedrich Goldschmidt                   | DFP                                              |                                                  |
| 7                                                     | Landeshut, Jauer, Bolkenhain                                                        | Otto Hermes                                      | DFP                                              |                                                  |
| 8                                                     | Schönau, Hirschberg                                                                 | Theodor Barth                                    | DFP                                              |                                                  |
| 9                                                     | Görlitz, Lauban                                                                     | Erwin Lüders                                     | DFP                                              |                                                  |
| 10                                                    | Rothenburg (Oberlausitz), Hoyerswerda                                               | Traugott von Arnim                               | DRP                                              |                                                  |
| Provinz Sachsen – Regierungsbezirk Magdeburg          |                                                                                     |                                                  |                                                  |                                                  |
| 1                                                     | Salzwedel, Gardelegen                                                               | Albert Schultz                                   | DRP                                              |                                                  |
| 2                                                     | Stendal, Osterburg                                                                  | Hermann von Lüderitz                             | DKP                                              |                                                  |
| 3                                                     | Jerichow I, Jerichow II                                                             | Wilhelm von Hegel                                | DKP                                              |                                                  |
| 4                                                     | Magdeburg                                                                           | Otto Duvigneau                                   | NLP                                              |                                                  |
| 5                                                     | Neuhaldensleben, Wolmirstedt                                                        | Karl Parey                                       | NLP                                              |                                                  |
| 6                                                     | Wanzleben                                                                           | Robert von Benda                                 | NLP                                              |                                                  |
| 7                                                     | Aschersleben, Quedlinburg, Calbe an der Saale                                       | Adolph von Dietze                                | DRP                                              |                                                  |
| 8                                                     | Halberstadt, Oschersleben, Wernigerode                                              | August von Bernuth                               | NLP                                              |                                                  |
| Provinz Sachsen – Regierungsbezirk Merseburg          |                                                                                     |                                                  |                                                  |                                                  |
| 1                                                     | Liebenwerda, Torgau                                                                 | Ernst von Bredow                                 | DKP                                              |                                                  |
| 2                                                     | Schweinitz, Wittenberg                                                              | Otto von Helldorff                               | DKP                                              |                                                  |
| 3                                                     | Bitterfeld, Delitzsch                                                               | Hans von Bodenhausen                             | DKP                                              |                                                  |
| 4                                                     | Halle (Saale), Saalkreis                                                            | Paul Alexander Meyer                             | DFP                                              |                                                  |
| 5                                                     | Mansfelder Seekreis, Mansfelder Gebirgskreis                                        | Ernst Leuschner                                  | DRP                                              |                                                  |
| 6                                                     | Sangerhausen, Eckartsberga                                                          | Friedrich Hermann Müller                         | NLP                                              |                                                  |
| 7                                                     | Querfurt, Merseburg                                                                 | Friedrich Eduard Neubarth                        | DRP                                              |                                                  |
| 8                                                     | Naumburg, Weißenfels, Zeitz                                                         | Julius Günther                                   | NLP                                              |                                                  |
| Provinz Sachsen – Regierungsbezirk Erfurt             |                                                                                     |                                                  |                                                  |                                                  |
| 1                                                     | Nordhausen, Hohenstein                                                              | Julius Lerche                                    | DFP                                              |                                                  |
| 2                                                     | Heiligenstadt, Worbis                                                               | Josef von Strombeck                              | Zentrum                                          |                                                  |
| 3                                                     | Mühlhausen, Langensalza, Weißensee                                                  | Wilhelm von Wedel-Piesdorf                       | DKP                                              |                                                  |
| 4                                                     | Erfurt, Schleusingen, Ziegenrück                                                    | Moritz Nobbe                                     | DRP                                              |                                                  |
| Provinz Schleswig-Holstein                            |                                                                                     |                                                  |                                                  |                                                  |
| 1                                                     | Hadersleben, Sonderburg                                                             | Gustav Johannsen                                 | Däne                                             |                                                  |
| 2                                                     | Apenrade, Flensburg                                                                 | Paul Gottburgsen                                 | NLP                                              |                                                  |
| 3                                                     | Schleswig, Eckernförde                                                              | Asmus Lorenzen                                   | DFP                                              |                                                  |
| 4                                                     | Tondern, Husum, Eiderstedt                                                          | Eduard Francke                                   | NLP                                              |                                                  |
| 5                                                     | Dithmarschen, Steinburg                                                             | Gustav Thomsen                                   | DFP                                              |                                                  |
| 6                                                     | Pinneberg, Segeberg                                                                 | Johannes Peters                                  | NLP                                              |                                                  |
| 7                                                     | Kiel, Rendsburg                                                                     | Albert Hänel                                     | DFP                                              |                                                  |
| 8                                                     | Altona, Stormarn                                                                    | Karl Frohme                                      | SAP                                              |                                                  |
| 9                                                     | Oldenburg in Holstein, Plön                                                         | Conrad von Holstein                              | DKP                                              |                                                  |
| 10                                                    | Herzogtum Lauenburg                                                                 | Heinrich Berling                                 | DFP                                              |                                                  |
| Provinz Hannover                                      |                                                                                     |                                                  |                                                  |                                                  |
| 1                                                     | Emden, Norden, Weener                                                               | Theodor van Hülst                                | NLP                                              |                                                  |
| 2                                                     | Aurich, Wittmund, Leer                                                              | Ernst Kruse                                      | NLP                                              |                                                  |
| 3                                                     | Meppen, Lingen, Bentheim, Aschendorf, Hümmling                                      | Ludwig Windthorst                                | Zentrum                                          |                                                  |
| 4                                                     | Osnabrück, Bersenbrück, Iburg                                                       | Balduin von Schele                               | DHP                                              |                                                  |
| 5                                                     | Melle, Diepholz, Wittlage, Sulingen, Stolzenau                                      | Karl Sattler                                     | NLP                                              |                                                  |
| 6                                                     | Syke, Verden                                                                        | Hermann von Arnswaldt                            | DHP                                              |                                                  |
| 7                                                     | Nienburg, Neustadt am Rübenberge, Fallingbostel                                     | Heinrich Langwerth von Simmern                   | DHP                                              |                                                  |
| 8                                                     | Hannover                                                                            | Heinrich Meister                                 | SAP                                              |                                                  |
| 9                                                     | Hameln, Linden, Springe                                                             | Ferdinand von Reden                              | NLP                                              |                                                  |
| 10                                                    | Hildesheim, Marienburg, Alfeld (Leine), Gronau                                      | Gustav Struckmann                                | NLP                                              |                                                  |
| 11                                                    | Einbeck, Northeim, Osterode am Harz, Uslar                                          | Ernst Jahns                                      | NLP                                              |                                                  |
| 12                                                    | Göttingen, Duderstadt, Münden                                                       | Hubert Jacob Esser                               | NLP                                              |                                                  |
| 13                                                    | Goslar, Zellerfeld, Ilfeld                                                          | Gustav Drechsler                                 | DRP                                              |                                                  |
| 14                                                    | Gifhorn, Celle, Peine, Burgdorf                                                     | Bernhard Baurschmidt                             | NLP                                              |                                                  |
| 15                                                    | Lüchow, Uelzen, Dannenberg, Bleckede                                                | Bechtold von Bernstorff                          | DHP                                              |                                                  |
| 16                                                    | Lüneburg, Soltau, Winsen (Luhe)                                                     | Alexander Friedrichs                             | NLP                                              |                                                  |
| 17                                                    | Harburg, Rotenburg in Hannover, Zeven                                               | Wilhelm Hastedt                                  | NLP                                              |                                                  |
| 18                                                    | Stade, Geestemünde, Bremervörde, Osterholz                                          | Rudolf von Bennigsen                             | NLP                                              |                                                  |
| 19                                                    | Neuhaus (Oste), Hadeln, Lehe, Kehdingen, Jork                                       | Hermann Gebhard                                  | NLP                                              |                                                  |
| Provinz Westfalen – Regierungsbezirk Münster          |                                                                                     |                                                  |                                                  |                                                  |
| 1                                                     | Tecklenburg, Steinfurt, Ahaus                                                       | Carl Timmerman                                   | Zentrum                                          |                                                  |
| 2                                                     | Münster, Coesfeld                                                                   | Clemens Heereman von Zuydwyck                    | Zentrum                                          |                                                  |
| 3                                                     | Borken, Recklinghausen                                                              | Albert Beckmann                                  | Zentrum                                          |                                                  |
| 4                                                     | Lüdinghausen, Beckum, Warendorf                                                     | Ignatz von Landsberg-Velen und Steinfurt         | Zentrum                                          |                                                  |
| Provinz Westfalen – Regierungsbezirk Minden           |                                                                                     |                                                  |                                                  |                                                  |
| 1                                                     | Minden, Lübbecke                                                                    | Carl Albert Hermann Bock                         | DKP                                              |                                                  |
| 2                                                     | Herford, Halle (Westfalen)                                                          | Hans Hugo von Kleist-Retzow                      | DKP                                              |                                                  |
| 3                                                     | Bielefeld, Wiedenbrück                                                              | Hermann Delius                                   | DKP                                              |                                                  |
| 4                                                     | Paderborn, Büren                                                                    | Heinrich Hesse                                   | Zentrum                                          |                                                  |
| 5                                                     | Höxter, Warburg                                                                     | Carl von Wendt-Papenhausen                       | Zentrum                                          |                                                  |
| Provinz Westfalen – Regierungsbezirk Arnsberg         |                                                                                     |                                                  |                                                  |                                                  |
| 1                                                     | Wittgenstein, Siegen, Biedenkopf                                                    | Adolf Stöcker                                    | DKP                                              |                                                  |
| 2                                                     | Olpe, Arnsberg, Meschede                                                            | Peter Reichensperger                             | Zentrum                                          |                                                  |
| 3                                                     | Altena, Iserlohn, Lüdenscheid                                                       | Karl Theodor Reinhold                            | NLP                                              |                                                  |
| 4                                                     | Hagen, Schwelm, Witten                                                              | Eugen Richter                                    | DFP                                              |                                                  |
| 5                                                     | Bochum, Gelsenkirchen, Hattingen, Herne                                             | Gustav Haarmann                                  | NLP                                              |                                                  |
| 6                                                     | Dortmund, Hörde                                                                     | Eduard Kleine                                    | NLP                                              |                                                  |
| 7                                                     | Hamm, Soest                                                                         | Wilhelm Smiths                                   | NLP                                              |                                                  |
| 8                                                     | Lippstadt, Brilon                                                                   | Ferdinand Kersting                               | Zentrum                                          |                                                  |
| Provinz Hessen-Nassau – Regierungsbezirk Wiesbaden    |                                                                                     |                                                  |                                                  |                                                  |
| 1                                                     | Obertaunus, Höchst, Usingen                                                         | Carl Wolf                                        | Zentrum                                          |                                                  |
| 2                                                     | Wiesbaden, Rheingau, Untertaunus                                                    | Friedrich Schenck                                | DFP                                              |                                                  |
| 3                                                     | St. Goarshausen, Unterwesterwald                                                    | Ernst Lieber                                     | Zentrum                                          |                                                  |
| 4                                                     | Limburg, Oberlahnkreis, Unterlahnkreis                                              | Gustav Münch                                     | DFP                                              |                                                  |
| 5                                                     | Dillkreis, Oberwesterwald                                                           | Lothar von Wurmb                                 | DRP                                              |                                                  |
| 6                                                     | Frankfurt am Main                                                                   | Adolf Sabor                                      | SAP                                              |                                                  |
| Provinz Hessen-Nassau – Regierungsbezirk Kassel       |                                                                                     |                                                  |                                                  |                                                  |
| 1                                                     | Rinteln, Hofgeismar, Wolfhagen                                                      | Carl Oetker                                      | NLP                                              |                                                  |
| 2                                                     | Kassel, Melsungen                                                                   | Ernst von Weyrauch                               | DKP                                              |                                                  |
| 3                                                     | Fritzlar, Homberg, Ziegenhain                                                       | Otto von Gehren                                  | DKP                                              |                                                  |
| 4                                                     | Eschwege, Schmalkalden, Witzenhausen                                                | Hermann von Christen                             | DRP                                              |                                                  |
| 5                                                     | Marburg, Frankenberg, Kirchhain                                                     | Otto Böckel                                      | Antisemit                                        |                                                  |
| 6                                                     | Hersfeld, Rotenburg (Fulda), Hünfeld                                                | Ferdinand Seyfarth                               | DKP                                              |                                                  |
| 7                                                     | Fulda, Schlüchtern, Gersfeld                                                        | Clemens Heidenreich Droste zu Vischering         | Zentrum                                          |                                                  |
| 8                                                     | Hanau, Gelnhausen                                                                   | Johann Heinrich Nickel                           | DFP                                              |                                                  |
| Rheinprovinz – Regierungsbezirk Köln                  |                                                                                     |                                                  |                                                  |                                                  |
| 1                                                     | Köln-Stadt                                                                          | Bernhard Braubach                                | Zentrum                                          |                                                  |
| 2                                                     | Köln-Land                                                                           | Clemens Menken                                   | Zentrum                                          |                                                  |
| 3                                                     | Bergheim (Erft), Euskirchen                                                         | Wilhelm Rudolphi                                 | Zentrum                                          |                                                  |
| 4                                                     | Rheinbach, Bonn                                                                     | Winand Virnich                                   | Zentrum                                          |                                                  |
| 5                                                     | Siegkreis, Waldbröl                                                                 | Joseph Lingens                                   | Zentrum                                          |                                                  |
| 6                                                     | Mülheim am Rhein, Gummersbach, Wipperfürth                                          | Christoph Moufang                                | Zentrum                                          |                                                  |
| Rheinprovinz – Regierungsbezirk Düsseldorf            |                                                                                     |                                                  |                                                  |                                                  |
| 1                                                     | Remscheid, Lennep, Mettmann                                                         | Reinhart Schmidt                                 | DFP                                              |                                                  |
| 2                                                     | Elberfeld, Barmen                                                                   | Friedrich Harm                                   | SAP                                              |                                                  |
| 3                                                     | Solingen                                                                            | Georg Schumacher                                 | SAP                                              |                                                  |
| 4                                                     | Düsseldorf                                                                          | August Lucius                                    | Zentrum                                          |                                                  |
| 5                                                     | Essen                                                                               | Gerhard Stötzel                                  | Zentrum                                          |                                                  |
| 6                                                     | Duisburg, Mülheim an der Ruhr, Ruhrort, Oberhausen                                  | Friedrich Hammacher                              | NLP                                              |                                                  |
| 7                                                     | Moers, Rees                                                                         | Wilhelm von und zu Hoensbroech                   | Zentrum                                          |                                                  |
| 8                                                     | Kleve, Geldern                                                                      | Clemens Perger                                   | Zentrum                                          |                                                  |
| 9                                                     | Kempen                                                                              | Hugo Pfafferott                                  | Zentrum                                          |                                                  |
| 10                                                    | Gladbach                                                                            | Friedrich von Kehler                             | Zentrum                                          |                                                  |
| 11                                                    | Krefeld                                                                             | Cornelius Trimborn                               | Zentrum                                          |                                                  |
| 12                                                    | Neuss, Grevenbroich                                                                 | Franz von Dalwigk zu Lichtenfels                 | Zentrum                                          |                                                  |
| Rheinprovinz – Regierungsbezirk Koblenz               |                                                                                     |                                                  |                                                  |                                                  |
| 1                                                     | Wetzlar, Altenkirchen                                                               | Hermann zu Solms-Braunfels                       | DKP                                              |                                                  |
| 2                                                     | Neuwied                                                                             | Hermann Joseph Bender                            | Zentrum                                          |                                                  |
| 3                                                     | Koblenz, St. Goar                                                                   | Georg von Hertling                               | Zentrum                                          |                                                  |
| 4                                                     | Kreuznach, Simmern                                                                  | Ludwig von Cuny                                  | NLP                                              |                                                  |
| 5                                                     | Mayen, Ahrweiler                                                                    | Friedrich Franz Kochann                          | Zentrum                                          |                                                  |
| 6                                                     | Adenau, Cochem, Zell                                                                | Andreas von Grand-Ry                             | Zentrum                                          |                                                  |
| Rheinprovinz – Regierungsbezirk Trier                 |                                                                                     |                                                  |                                                  |                                                  |
| 1                                                     | Daun, Bitburg, Prüm                                                                 | Johann Peter Limbourg                            | Zentrum                                          |                                                  |
| 2                                                     | Wittlich, Bernkastel                                                                | Christian Dieden                                 | Zentrum                                          |                                                  |
| 3                                                     | Trier                                                                               | Victor Rintelen                                  | Zentrum                                          |                                                  |
| 4                                                     | Saarlouis, Merzig, Saarburg                                                         | Bartholomäus Haanen                              | Zentrum                                          |                                                  |
| 5                                                     | Saarbrücken                                                                         | Gustav Pfaehler                                  | NLP                                              |                                                  |
| 6                                                     | Ottweiler, St. Wendel, Meisenheim                                                   | Friedrich Bormann                                | DRP                                              |                                                  |
| Rheinprovinz – Regierungsbezirk Aachen                |                                                                                     |                                                  |                                                  |                                                  |
| 1                                                     | Schleiden, Malmedy, Montjoie                                                        | Karl Fritzen                                     | Zentrum                                          |                                                  |
| 2                                                     | Eupen, Aachen-Land                                                                  | Adam Bock                                        | Zentrum                                          |                                                  |
| 3                                                     | Aachen-Stadt                                                                        | Victor Gielen                                    | Zentrum                                          |                                                  |
| 4                                                     | Düren, Jülich                                                                       | Alfred von Hompesch                              | Zentrum                                          |                                                  |
| 5                                                     | Geilenkirchen, Heinsberg, Erkelenz                                                  | Franz Hitze                                      | Zentrum                                          |                                                  |
| Hohenzollernsche Lande – Regierungsbezirk Sigmaringen |                                                                                     |                                                  |                                                  |                                                  |
| 1                                                     | Sigmaringen, Hechingen                                                              | Fidelis Graf                                     | Zentrum                                          |                                                  |

### Bayern
| Königreich Bayern | Königreich Bayern                                                                                            | Königreich Bayern                        | Königreich Bayern | Königreich Bayern |
| Oberbayern        | Oberbayern                                                                                                   | Oberbayern                               | Oberbayern        | Oberbayern        |
| ----------------- | --- | ---------------------------------------- | ----------------- | ----------------- |
| 1                 | München I (Altstadt, Lehel, Maxvorstadt)                                                                     | Johann Sedlmayr                          | NLP               |                   |
| 2                 | München II (Isarvorstadt, Ludwigsvorstadt, Au, Haidhausen, Giesing), München-Land, Starnberg, Wolfratshausen | Johann Landes                            | Zentrum           |                   |
| 3                 | Aichach, Friedberg, Dachau, Schrobenhausen                                                                   | Sigmund von Pfetten-Arnbach              | Zentrum           |                   |
| 4                 | Ingolstadt, Freising, Pfaffenhofen                                                                           | Peter Karl von Aretin                    | Zentrum           |                   |
| 5                 | Wasserburg, Erding, Mühldorf                                                                                 | Josef Aichbichler                        | Zentrum           |                   |
| 6                 | Weilheim, Werdenfels, Bruck, Landsberg, Schongau                                                             | Franz Weber                              | Zentrum           |                   |
| 7                 | Rosenheim, Ebersberg, Miesbach, Tölz                                                                         | Wolfgang Wagner                          | Zentrum           |                   |
| 8                 | Traunstein, Laufen, Berchtesgaden, Altötting                                                                 | Karl Senestrey                           | Zentrum           |                   |
| Niederbayern      | |                                          |                   |                   |
| 1                 | Landshut, Dingolfing, Vilsbiburg                                                                             | Kaspar von Preysing                      | Zentrum           |                   |
| 2                 | Straubing, Bogen, Landau, Vilshofen                                                                          | Conrad von Preysing                      | Zentrum           |                   |
| 3                 | Passau, Wegscheid, Wolfstein, Grafenau                                                                       | Johann Evangelist Diendorfer             | Zentrum           |                   |
| 4                 | Pfarrkirchen, Eggenfelden, Griesbach                                                                         | Georg Haberland                          | Zentrum           |                   |
| 5                 | Deggendorf, Regen, Viechtach, Kötzting                                                                       | Georg Orterer                            | Zentrum           |                   |
| 6                 | Kelheim, Rottenburg, Mallersdorf                                                                             | Joseph Zach                              | Zentrum           |                   |
| Pfalz             | |                                          |                   |                   |
| 1                 | Speyer, Ludwigshafen am Rhein, Frankenthal                                                                   | Carl Clemm                               | NLP               |                   |
| 2                 | Landau, Neustadt an der Haardt                                                                               | Albert Bürklin                           | NLP               |                   |
| 3                 | Germersheim, Bergzabern                                                                                      | Theodor Brünings                         | NLP               |                   |
| 4                 | Zweibrücken, Pirmasens                                                                                       | Oskar Krämer                             | NLP               |                   |
| 5                 | Homburg, Kusel                                                                                               | Franz Armand Buhl                        | NLP               |                   |
| 6                 | Kaiserslautern, Kirchheimbolanden                                                                            | Johannes Miquel                          | NLP               |                   |
| Oberpfalz         | |                                          |                   |                   |
| 1                 | Regensburg, Burglengenfeld, Stadtamhof                                                                       | Franz Josef von Gruben                   | Zentrum           |                   |
| 2                 | Amberg, Nabburg, Sulzbach, Eschenbach                                                                        | August von Gise                          | Zentrum           |                   |
| 3                 | Neumarkt, Velburg, Hemau                                                                                     | Johann Lerzer                            | Zentrum           |                   |
| 4                 | Neunburg, Waldmünchen, Cham, Roding                                                                          | Josef Witzlsperger                       | Zentrum           |                   |
| 5                 | Neustadt a. d. Waldnaab, Vohenstrauß, Tirschenreuth                                                          | Johann Lehner                            | Zentrum           |                   |
| Oberfranken       | |                                          |                   |                   |
| 1                 | Hof, Naila, Rehau, Münchberg                                                                                 | Hermann Wunnerlich                       | NLP               |                   |
| 2                 | Bayreuth, Wunsiedel, Berneck                                                                                 | Friedrich von Feustel                    | NLP               |                   |
| 3                 | Forchheim, Kulmbach, Pegnitz, Ebermannstadt                                                                  | Friedrich Pezold                         | Zentrum           |                   |
| 4                 | Kronach, Staffelstein, Lichtenfels, Stadtsteinach, Teuschnitz                                                | Friedrich von Gagern                     | Zentrum           |                   |
| 5                 | Bamberg, Höchstadt                                                                                           | Johannes Wenzel                          | Zentrum           |                   |
| Mittelfranken     | |                                          |                   |                   |
| 1                 | Nürnberg | Karl Grillenberger                       | SAP               |                   |
| 2                 | Erlangen, Fürth, Hersbruck                                                                                   | Franz August Schenk von Stauffenberg     | DFP               |                   |
| 3                 | Ansbach, Schwabach, Heilsbronn                                                                               | Friedrich Seybold                        | NLP               |                   |
| 4                 | Eichstätt, Beilngries, Weissenburg                                                                           | Franz Xaver Schmidt                      | Zentrum           |                   |
| 5                 | Dinkelsbühl, Gunzenhausen, Feuchtwangen                                                                      | Philipp Schreiner                        | NLP               |                   |
| 6                 | Rothenburg ob der Tauber, Neustadt an der Aisch                                                              | Karl Stöcker                             | NLP               |                   |
| Unterfranken      | |                                          |                   |                   |
| 1                 | Aschaffenburg, Alzenau, Obernburg, Miltenberg                                                                | Adam Haus                                | Zentrum           |                   |
| 2                 | Kitzingen, Gerolzhofen, Ochsenfurt, Volkach                                                                  | Friedrich Carl von Schönborn-Wiesentheid | Zentrum           |                   |
| 3                 | Lohr, Karlstadt, Hammelburg, Marktheidenfeld, Gemünden                                                       | Georg Arbogast von und zu Franckenstein  | Zentrum           |                   |
| 4                 | Neustadt an der Saale, Brückenau, Mellrichstadt, Königshofen, Kissingen                                      | Ludwig Reichert                          | Zentrum           |                   |
| 5                 | Schweinfurt, Haßfurt, Ebern                                                                                  | Franz Burger                             | Zentrum           |                   |
| 6                 | Würzburg | Joseph Roß                               | Zentrum           |                   |
| Schwaben          | |                                          |                   |                   |
| 1                 | Augsburg, Wertingen                                                                                          | Georg Biehl                              | Zentrum           |                   |
| 2                 | Donauwörth, Nördlingen, Neuburg                                                                              | Michael Wildegger                        | Zentrum           |                   |
| 3                 | Dillingen, Günzburg, Zusmarshausen                                                                           | Michael Deuringer                        | Zentrum           |                   |
| 4                 | Illertissen, Neu-Ulm, Memmingen, Krumbach                                                                    | Magnus Anton Reindl                      | Zentrum           |                   |
| 5                 | Kaufbeuren, Mindelheim, Oberdorf, Füssen                                                                     | Engelbert Buxbaum                        | Zentrum           |                   |
| 6                 | Immenstadt, Sonthofen, Kempten (Allgäu), Lindau                                                              | Johann Evangelist Keller                 | NLP               |                   |

### Sachsen
| Königreich Sachsen | Königreich Sachsen                          | Königreich Sachsen                 | Königreich Sachsen | Königreich Sachsen |
| ------------------ | ------------------------------------------- | ---------------------------------- | ------------------ | ------------------ |
| 1                  | Zittau                                      | Louis Heinrich Buddeberg           | DFP                |                    |
| 2                  | Löbau                                       | Reinhold Hoffmann                  | NLP                |                    |
| 3                  | Bautzen, Kamenz, Bischofswerda              | Theodor Reich                      | DKP                |                    |
| 4                  | Dresden rechts der Elbe, Radeberg, Radeburg | Heinrich Hermann Klemm             | DKP                |                    |
| 5                  | Dresden links der Elbe                      | Theodor Hultzsch                   | DKP                |                    |
| 6                  | Dresden-Land links der Elbe, Dippoldiswalde | Karl Gustav Ackermann              | DKP                |                    |
| 7                  | Meißen, Großenhain, Riesa                   | Heinrich von Friesen-Rötha         | DKP                |                    |
| 8                  | Pirna, Sebnitz                              | Carl Ernst Grumbt                  | DRP                |                    |
| 9                  | Freiberg, Hainichen                         | Kurt Merbach                       | DRP                |                    |
| 10                 | Döbeln, Nossen, Leisnig                     | Albert Niethammer                  | NLP                |                    |
| 11                 | Oschatz, Wurzen, Grimma                     | Theodor Günther                    | DRP                |                    |
| 12                 | Leipzig-Stadt                               | Carl Bruno Tröndlin                | NLP                |                    |
| 13                 | Leipzig-Land, Taucha, Markranstädt, Zwenkau | Ferdinand Goetz                    | NLP                |                    |
| 14                 | Borna, Geithain, Rochlitz                   | Arnold Woldemar von Frege-Weltzien | DKP                |                    |
| 15                 | Mittweida, Frankenberg, Augustusburg        | Martin Schneider                   | NLP                |                    |
| 16                 | Chemnitz                                    | Ernst Otto Clauß                   | NLP                |                    |
| 17                 | Glauchau, Meerane, Hohenstein-Ernstthal     | Friedrich Ludwig Leuschner         | NLP                |                    |
| 18                 | Zwickau, Crimmitschau, Werdau               | Adolf Temper                       | NLP                |                    |
| 19                 | Stollberg, Schneeberg                       | Christoph Friedrich Kurlbaum       | NLP                |                    |
| 20                 | Marienberg, Zschopau                        | Arthur Gehlert                     | DRP                |                    |
| 21                 | Annaberg, Schwarzenberg, Johanngeorgenstadt | Eugen Holtzmann                    | NLP                |                    |
| 22                 | Auerbach, Reichenbach                       | Carl Kurtz                         | DKP                |                    |
| 23                 | Plauen, Oelsnitz, Klingenthal               | Alwin Hartmann                     | DKP                |                    |

### Württemberg
| Königreich Württemberg | Königreich Württemberg                        | Königreich Württemberg                | Königreich Württemberg | Königreich Württemberg |
| ---------------------- | --------------------------------------------- | ------------------------------------- | ---------------------- | ---------------------- |
| 1                      | Stuttgart                                     | Gustav Siegle                         | NLP                    |                        |
| 2                      | Cannstatt, Ludwigsburg, Marbach, Waiblingen   | Ludwig Veiel                          | NLP                    |                        |
| 3                      | Heilbronn, Besigheim, Brackenheim, Neckarsulm | Joseph von Ellrichshausen             | DRP                    |                        |
| 4                      | Böblingen, Vaihingen, Leonberg, Maulbronn     | Konstantin Sebastian von Neurath      | DRP                    |                        |
| 5                      | Esslingen, Nürtingen, Kirchheim, Urach        | Johann Adä                            | NLP                    |                        |
| 6                      | Reutlingen, Tübingen, Rottenburg              | Friedrich Bayha                       | DRP                    |                        |
| 7                      | Nagold, Calw, Neuenbürg, Herrenberg           | Julius Staelin                        | DRP                    |                        |
| 8                      | Freudenstadt, Horb, Oberndorf, Sulz           | Hans von Ow                           | DRP                    |                        |
| 9                      | Balingen, Rottweil, Spaichingen, Tuttlingen   | Germain Burkardt                      | NLP                    |                        |
| 10                     | Gmünd, Göppingen, Welzheim, Schorndorf        | Friedrich Grub                        | NLP                    |                        |
| 11                     | Hall, Backnang, Öhringen, Weinsberg           | Julius Leemann                        | NLP                    |                        |
| 12                     | Gerabronn, Crailsheim, Mergentheim, Künzelsau | Fritz von Keller                      | DRP                    |                        |
| 13                     | Aalen, Gaildorf, Neresheim, Ellwangen         | Heinrich Adelmann von Adelmannsfelden | Zentrum                |                        |
| 14                     | Ulm, Heidenheim, Geislingen                   | Ludwig von Fischer                    | NLP                    |                        |
| 15                     | Ehingen, Blaubeuren, Laupheim, Münsingen      | Adolf Gröber                          | Zentrum                |                        |
| 16                     | Biberach, Leutkirch, Waldsee, Wangen          | Reinhard zu Neipperg                  | Zentrum                |                        |
| 17                     | Ravensburg, Tettnang, Saulgau, Riedlingen     | Johannes Göser                        | Zentrum                |                        |

### Baden
| Großherzogtum Baden | Großherzogtum Baden                          | Großherzogtum Baden        | Großherzogtum Baden | Großherzogtum Baden |
| ------------------- | -------------------------------------------- | -------------------------- | ------------------- | ------------------- |
| 1                   | Konstanz, Überlingen, Stockach               | Konstantin Noppel          | NLP                 |                     |
| 2                   | Donaueschingen, Villingen                    | Hermann von Hornstein      | DKP                 |                     |
| 3                   | Waldshut, Säckingen, Neustadt im Schwarzwald | Ernst Friedrich Krafft     | NLP                 |                     |
| 4                   | Lörrach, Müllheim                            | Ernst Blankenhorn          | NLP                 |                     |
| 5                   | Freiburg, Emmendingen                        | Carl Schuster              | NLP                 |                     |
| 6                   | Lahr, Wolfach                                | Carl Engler                | NLP                 |                     |
| 7                   | Offenburg, Kehl                              | Alfred von Degenfeld       | NLP                 |                     |
| 8                   | Rastatt, Bühl, Baden-Baden                   | Franz Xaver Lender         | Zentrum             |                     |
| 9                   | Pforzheim, Ettlingen                         | Gottlieb Klumpp            | NLP                 |                     |
| 10                  | Karlsruhe, Bruchsal                          | Emil Fieser                | NLP                 |                     |
| 11                  | Mannheim                                     | Philipp Diffené            | NLP                 |                     |
| 12                  | Heidelberg, Mosbach                          | Julius Menzer              | DKP                 |                     |
| 13                  | Bretten, Sinsheim                            | Ernst von Göler-Ravensburg | DKP                 |                     |
| 14                  | Tauberbischofsheim, Buchen                   | Rudolf von Buol-Berenberg  | Zentrum             |                     |

### Hessen
| Großherzogtum Hessen | Großherzogtum Hessen                               | Großherzogtum Hessen     | Großherzogtum Hessen | Großherzogtum Hessen |
| -------------------- | -------------------------------------------------- | ------------------------ | -------------------- | -------------------- |
| 1                    | Gießen, Grünberg, Nidda                            | Hugo Buderus             | NLP                  |                      |
| 2                    | Friedberg, Büdingen, Vilbel                        | Philipp Brand            | NLP                  |                      |
| 3                    | Lauterbach, Alsfeld, Schotten                      | Fritz Kalle              | NLP                  |                      |
| 4                    | Darmstadt, Groß-Gerau                              | Justus Ulrich            | NLP                  |                      |
| 5                    | Offenbach, Dieburg                                 | Gustav Böhm              | NLP                  |                      |
| 6                    | Erbach, Bensheim, Lindenfels, Neustadt im Odenwald | Ferdinand Scipio         | NLP                  |                      |
| 7                    | Worms, Heppenheim, Wimpfen                         | Heinrich von Marquardsen | NLP                  |                      |
| 8                    | Bingen, Alzey                                      | Ludwig Bamberger         | DFP                  |                      |
| 9                    | Mainz, Oppenheim                                   | Josef Racke              | Zentrum              |                      |

### Kleinstaaten
| Großherzogtum Mecklenburg-Schwerin    | Großherzogtum Mecklenburg-Schwerin                                | Großherzogtum Mecklenburg-Schwerin | Großherzogtum Mecklenburg-Schwerin | Großherzogtum Mecklenburg-Schwerin |
| ------------------------------------- | ----------------------------------------------------------------- | ---------------------------------- | ---------------------------------- | ---------------------------------- |
| 1                                     | Hagenow, Grevesmühlen                                             | Ludolph von Wrisberg               | DKP                                |                                    |
| 2                                     | Schwerin, Wismar                                                  | Anton Haupt                        | NLP                                |                                    |
| 3                                     | Parchim, Ludwigslust                                              | Anton von Oertzen                  | DKP                                |                                    |
| 4                                     | Waren, Malchin                                                    | Otto von Schlieffen                | DKP                                |                                    |
| 5                                     | Rostock, Doberan                                                  | Otto Büsing                        | NLP                                |                                    |
| 6                                     | Güstrow, Ribnitz                                                  | Wilhelm von Schlieffen             | DKP                                |                                    |
| Großherzogtum Sachsen-Weimar-Eisenach |                                                                   |                                    |                                    |                                    |
| 1                                     | Weimar, Apolda                                                    | Hermann Müller-Hollenhorst         | NLP                                |                                    |
| 2                                     | Eisenach, Dermbach                                                | Paul Geibel                        | NLP                                |                                    |
| 3                                     | Jena, Neustadt an der Orla                                        | Georg Meyer                        | NLP                                |                                    |
| Großherzogtum Mecklenburg-Strelitz    |                                                                   |                                    |                                    |                                    |
| 1                                     | Neustrelitz, Neubrandenburg, Schönberg                            | Heinrich von Oertzen               | DKP                                |                                    |
| Großherzogtum Oldenburg               |                                                                   |                                    |                                    |                                    |
| 1                                     | Oldenburg, Eutin, Birkenfeld                                      | Ludwig Enneccerus                  | NLP                                |                                    |
| 2                                     | Jever, Brake, Westerstede, Varel, Elsfleth, Landwürden            | Arnold Huchting                    | DFP                                |                                    |
| 3                                     | Vechta, Delmenhorst, Cloppenburg, Wildeshausen, Berne, Friesoythe | Ferdinand Heribert von Galen       | Zentrum                            |                                    |
| Herzogtum Braunschweig                |                                                                   |                                    |                                    |                                    |
| 1                                     | Braunschweig, Blankenburg                                         | Hugo Retemeyer                     | unbestimmt liberal                 |                                    |
| 2                                     | Helmstedt, Wolfenbüttel                                           | Hermann Roemer                     | NLP                                |                                    |
| 3                                     | Holzminden, Gandersheim                                           | Wilhelm Kulemann                   | NLP                                |                                    |
| Herzogtum Sachsen-Meiningen           |                                                                   |                                    |                                    |                                    |
| 1                                     | Meiningen, Hildburghausen                                         | Karl Zeitz                         | NLP                                |                                    |
| 2                                     | Sonneberg, Saalfeld                                               | Friedrich Witte                    | DFP                                |                                    |
| Herzogtum Sachsen-Altenburg           |                                                                   |                                    |                                    |                                    |
| 1                                     | Altenburg, Roda                                                   | Iwan Baumbach                      | DRP                                |                                    |
| Herzogtum Sachsen-Coburg-Gotha        |                                                                   |                                    |                                    |                                    |
| 1                                     | Coburg                                                            | Georg Siemens                      | DFP                                |                                    |
| 2                                     | Gotha                                                             | Rudolf Henneberg                   | NLP                                |                                    |
| Herzogtum Anhalt                      |                                                                   |                                    |                                    |                                    |
| 1                                     | Dessau, Zerbst                                                    | Gustav Ziegler                     | NLP                                |                                    |
| 2                                     | Bernburg, Köthen, Ballenstedt                                     | Wilhelm Oechelhäuser               | NLP                                |                                    |
| Fürstentum Schwarzburg-Rudolstadt     |                                                                   |                                    |                                    |                                    |
| 1                                     | Königsee, Frankenhausen                                           | Adolph Hoffmann                    | DFP                                |                                    |
| Fürstentum Schwarzburg-Sondershausen  |                                                                   |                                    |                                    |                                    |
| 1                                     | Sondershausen, Arnstadt, Gehren, Ebeleben                         | Carl de Ahna                       | unbestimmt liberal                 |                                    |
| Fürstentum Waldeck-Pyrmont            |                                                                   |                                    |                                    |                                    |
| 1                                     | Waldeck, Pyrmont                                                  | Friedrich Boettcher                | NLP                                |                                    |
| Fürstentum Reuß älterer Linie         |                                                                   |                                    |                                    |                                    |
| 1                                     | Greiz, Burgk                                                      | Otto Henning                       | DRP                                |                                    |
| Fürstentum Reuß jüngerer Linie        |                                                                   |                                    |                                    |                                    |
| 1                                     | Gera, Schleiz                                                     | Hermann Ampach                     | DRP                                |                                    |
| Fürstentum Schaumburg-Lippe           |                                                                   |                                    |                                    |                                    |
| 1                                     | Bückeburg, Stadthagen                                             | Julius von Oheimb                  | DKP                                |                                    |
| Fürstentum Lippe                      |                                                                   |                                    |                                    |                                    |
| 1                                     | Detmold, Lemgo                                                    | Johann von Lengerke                | NLP                                |                                    |
| Hansestadt Lübeck                     |                                                                   |                                    |                                    |                                    |
| 1                                     | Lübeck                                                            | Hermann Fehling                    | NLP                                |                                    |
| Freie Hansestadt Bremen               |                                                                   |                                    |                                    |                                    |
| 1                                     | Bremen, Bremerhaven                                               | Constantin Bulle                   | DFP                                |                                    |
| Freie und Hansestadt Hamburg          |                                                                   |                                    |                                    |                                    |
| 1                                     | Neustadt, St. Pauli                                               | August Bebel                       | SAP                                |                                    |
| 2                                     | Altstadt, St. Georg, Hammerbrook                                  | Johann Heinrich Wilhelm Dietz      | SAP                                |                                    |
| 3                                     | Vororte und Landherrenschaften                                    | Adolph Woermann                    | NLP                                |                                    |

### Elsaß-Lothringen
| Reichsland Elsaß-Lothringen | Reichsland Elsaß-Lothringen | Reichsland Elsaß-Lothringen | Reichsland Elsaß-Lothringen | Reichsland Elsaß-Lothringen |
| --------------------------- | --------------------------- | --------------------------- | --------------------------- | --------------------------- |
| 1                           | Altkirch, Thann             | Landolin Winterer           | Els.-Lothringer             |                             |
| 2                           | Mülhausen                   | Auguste Lalance             | Els.-Lothringer             |                             |
| 3                           | Kolmar                      | Charles Grad                | Els.-Lothringer             |                             |
| 4                           | Gebweiler                   | Joseph Guerber              | Els.-Lothringer             |                             |
| 5                           | Rappoltsweiler              | Jacob Ignatius Simonis      | Els.-Lothringer             |                             |
| 6                           | Schlettstadt                | Irénée Lang                 | Els.-Lothringer             |                             |
| 7                           | Molsheim, Erstein           | Edouard Sieffermann         | Els.-Lothringer             |                             |
| 8                           | Straßburg-Stadt             | Jacques Kablé               | Els.-Lothringer             |                             |
| 9                           | Straßburg-Land              | Alfred Mühleisen            | Els.-Lothringer             |                             |
| 10                          | Hagenau, Weißenburg         | Eugène de Dietrich          | Els.-Lothringer             |                             |
| 11                          | Zabern                      | Alfred Goldenberg           | Els.-Lothringer             |                             |
| 12                          | Saargemünd, Forbach         | Eduard Jaunez               | Els.-Lothringer             |                             |
| 13                          | Bolchen, Diedenhofen        | Henri de Wendel             | Els.-Lothringer             |                             |
| 14                          | Metz                        | Dominique Antoine           | Els.-Lothringer             |                             |
| 15                          | Saarburg, Chateau-Salins    | Charles Germain             | Els.-Lothringer             |                             |

## Die Fraktionen des 7.Reichstags
Im 7. Reichstag schlossen sich mehrere Abgeordnete nicht der Fraktion ihrer eigentlichen Partei an und blieben zum Teil fraktionslos. Drei DHP-Abgeordnete traten der Zentrumsfraktion bei. Aufgrund von Todesfällen und nicht angenommenen Mandaten gehörten dem Reichstag am Beginn der 7. Legislaturperiode nur 394 Abgeordnete an, die sich wie folgt auf die einzelnen Fraktionen verteilten:
| Zentrum             | 101 |
| Nationalliberale    | 96  |
| Deutschkonservative | 78  |
| Freikonservative    | 42  |
| Freisinnige         | 31  |
| Polen               | 12  |
| Sozialdemokraten    | 11  |
| Dänen               | 1   |
| Fraktionslose       | 22  |

Im weiteren Verlauf der Legislaturperiode änderte sich aufgrund von Nachwahlen und Fraktionswechseln mehrfach die Stärke der einzelnen Fraktionen.